# Charles Molette
Pour les articles homonymes, voir Molette.
Charles Molette, né le 21 juin 1918 à Neuilly-sur-Seine et mort le 4 août 2013 à Paris, est un prêtre catholique, biographe et historien français. Il est également membre de l'Académie pontificale mariale internationale, président-fondateur de l'Association des archivistes de l'Église de France et président d'honneur de la Société française d'études mariales.

## Biographie
Charles Molette est ordonné prêtre pour le diocèse de Paris en 1943.
En 1973, il fonde l'Association des archivistes de l'Église de France qui se donne pour mission de protéger les archives et d'en assurer l'accès aux chercheurs. 
Historien, il est spécialisé dans l'histoire de l'ACJF, la période de l'Occupation et plus particulièrement dans le rôle de l'Église durant la Seconde Guerre mondiale en France. Dans ses travaux, il montre la dimension idéologique du nazisme et insiste sur le rôle des prêtres, religieux et religieuses dans la résistance au nazisme. Il est postulateur général de la cause de béatification collective de 50 martyrs membres de l'ACJF ayant lutté contre le nazisme dans le cadre du travail obligatoire.

## Publications
- 1969 : L’Association catholique de la jeunesse française (Prix Montyon) ;
- 1971 : Albert de Mun (Prix du Cardinal-Grente) ;
- 1974 : Guide des sources de l'histoire des congrégations féminines françaises de vie active ;
- 1977 : Monseigneur Emile Blanchet, éd. Micaux (Le Havre);
- 1980 : Un chemin de feu (Prix Lafontaine) ;
- 1989 : La vérité où je la trouve (Prix Véga et Lods de Wegmann) ;
- 1989 : Marie, mémoire de l'Église, éd. Cerf ;
- 1993 : "En haine de l'Evangile", éd. Fayard;
- 1995 : Prêtres, religieux et religieuses dans la résistance au nazisme, éd. Fayard ;
- 1999 : Fratres martyrum, éd. Guilbert ;
- 2000 : Mulla : Une conscience d'homme dans la lumière de Maurice Blondel, éd. Tequi ;
- 2005 : Fredo Dall'Oglio, l'un des cinquante, éd. Socéval ;
- 2005 : Pierre de Porcaro, l'un des cinquante, éd. Socéval ;
- 2003 : La mission Saint-Paul traquée par la Gestapo, éd. Guilbert ;
- 2006 : Gérard Cendrier, éd. Socéval ;
- 2008 : Jean Tinturier, éd. Guilbert.

## Prix
En 1993, il reçoit le Prix du Cardinal-Grente pour l'ensemble de son œuvre.